# Trachelas tranquillus
Espèce
Synonymes
- Clubiona tranquilla Hentz, 1847
- Agalena plumbea Hentz, 1847
- Trachelas ruber Keyserling, 1887

Trachelas tranquillus est une espèce d'araignées aranéomorphes de la famille des Trachelidae.

## Distribution
Cette espèce se rencontre aux États-Unis au New Hampshire, au Massachusetts, au Connecticut, dans l'État de New York, au New Jersey, en Pennsylvanie, au Maryland, en Virginie, en Virginie-Occidentale, en Caroline du Nord, en Géorgie, en Alabama, au Tennessee, en Ohio, en Indiana, au Michigan, au Minnesota, en Iowa, en Illinois, au Missouri, en Arkansas, au Texas, en Oklahoma et au Kansas et au Canada en Ontario et en Nouvelle-Écosse,. Elle a été introduite en Utah et en Arizona. En septembre 2018, elle a été découverte pour la première fois au Québec, dans la ville de Montréal.

## Description

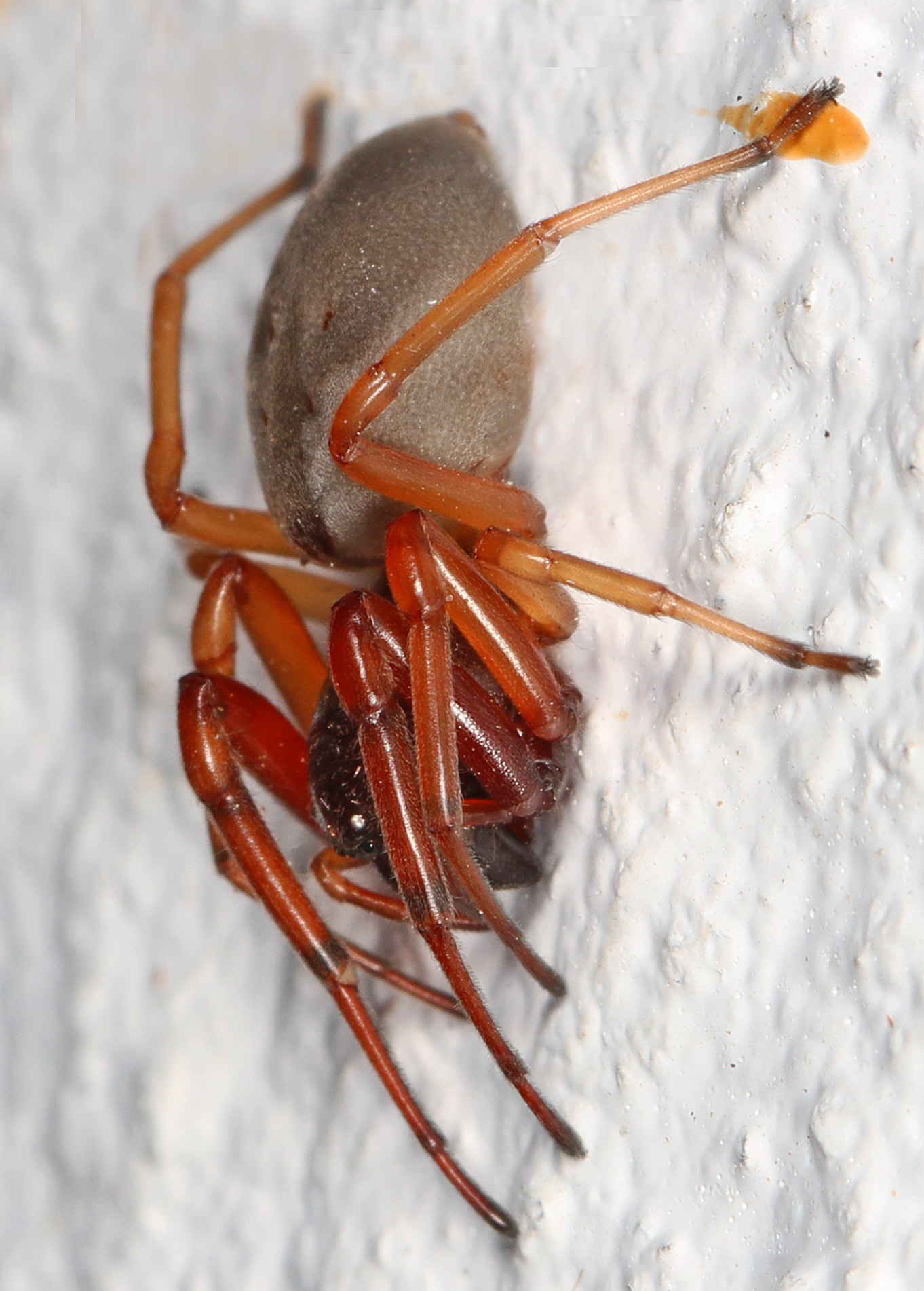
Trachelas tranquillus

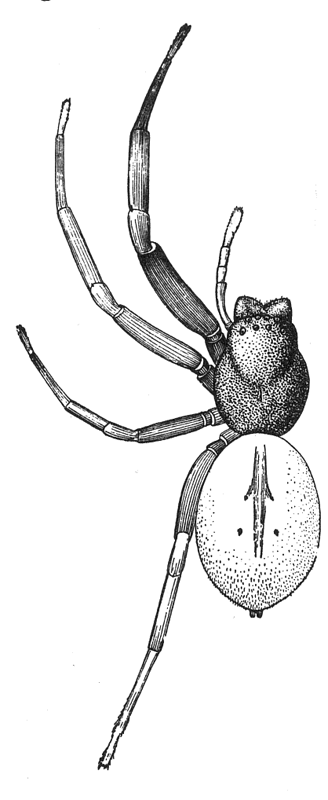
Trachelas tranquillus

Les mâles mesurent 5,54 mm en moyenne et les femelles 7,69 mm.

## Publication originale
- Hentz, 1847 : Descriptions and figures of the araneides of the United States. Boston Journal of Natural History, vol. 5, p. 443-478 (texte intéral).